# SAR-Klasse GD
Die Fahrzeuge der Klasse GD der South African Railways (SAR) waren Gelenklokomotiven der Bauart Garratt. Sie waren mit Achslasten von 12,9 t für den Nebenbahnbetrieb bestimmt; die Achsfolge war (1'C1')(1'C1').
Die Klasse GD war im Prinzip eine vergrößerte Ausführung der Klasse GC. Wie bei letzterer wurden auch parallel zur Klasse GD versuchsweise Lokomotiven der Bauart Modified Fairlie beschafft. Diese als Klasse FD bezeichneten Maschinen stimmten mit der Klasse GD in allen wesentlichen Abmessungen überein, so dass es der Bahn möglich war, beide Gelenkbauarten miteinander zu vergleichen.
Die Lokomotiven der Klasse GD waren auf verschiedenen Strecken in der Kapprovinz im Einsatz, unter anderem auch in Doppeltraktion auch auf der Paßstrecke zwischen George und Oudtshoorn. In Natal wurden sie von Durban und Pietermaritzburg aus eingesetzt. Zuletzt waren drei der Lokomotiven bis Anfang 1968 zwischen Alicedale und Grahamstown im Dienst.